# ریلمازافون
ریلمازافون (انگلیسی: Rilmazafone) یک پیش داروی محلول در آب است که در ژاپن توسعه یافته است. پس از متابولیسم، ریلمازافون به چندین متابولیت بنزودیازپین تبدیل می‌شود که دارای اثرات آرام‌بخش و خواب‌آور هستند. این متابولیت ها باعث اختلال در عملکرد حرکتی می شوند و خاصیت خواب آور دارند.